# Ardisia ensifolia
Ardisia ensifolia är en viveväxtart som beskrevs av Egbert Hamilton Walker. Ardisia ensifolia ingår i släktet Ardisia och familjen viveväxter. Inga underarter finns listade i Catalogue of Life.